# Nazionale femminile di calcio della Svezia
La nazionale femminile di calcio della Svezia (in svedese Sveriges damlandslag i fotboll) è la rappresentativa calcistica femminile internazionale della Svezia, gestita dalla locale federazione calcistica (SvFF).
In base alla classifica emessa dalla FIFA il 12 giugno 2025, la nazionale femminile occupa il 6º posto del FIFA/Coca-Cola Women's World Ranking.
Come membro dell'UEFA, partecipa a vari tornei di calcio internazionali, come al Campionato mondiale FIFA, Campionato europeo UEFA, ai Giochi olimpici estivi e ai tornei a invito come l'Algarve Cup o la Cyprus Cup. È una delle nazionali più titolate a livello internazionale, avendo vinto un europeo (prima che l'UEFA ne assumesse l'organizzazione), cinque Algarve Cup, ha ottenuto un secondo posto al mondiale (nel 2003) e due secondi posti consecutivi alle Olimpiadi (nel 2016 e nel 2020).

## Storia

### Gli inizi
Delle rappresentative svedesi erano attive già nel corso degli anni sessanta, disputando incontri internazionali contro squadre di club o altre rappresentative. Nel 1971 una rappresentativa nazionale svedese giocò due amichevoli contro la rappresentativa danese, perdendo la prima a giugno per 4-3 e la seconda a ottobre per 5-0; entrambe le partite sono considerate amichevoli e non valide come qualificazioni alla fase finale della seconda edizione della Coppa del Mondo, manifestazione non riconosciuta dalla FIFA, poiché disputate successivamente all'annuncio delle squadre finaliste. La prima partita internazionale ufficiale e riconosciuta dalla federazione calcistica svedese venne giocata il 25 agosto 1973 a Mariehamn contro le padroni di casa della Finlandia. L'anno successivo, il 26 luglio nella seconda partita disputata, sempre contro la Finlandia, arrivò la prima vittoria grazie alla rete realizzata dalla diciassettenne Ann Jansson. Nel corso degli anni settanta la Svezia giocò per lo più contro le altre nazionali scandinave nell'edizioni annuali del campionato nordico, vincendolo per cinque volte consecutive dal 1977 al 1981. Nel 1979 la nazionale svedese concluse al terzo posto il campionato europeo non ufficiale, organizzato in Italia, sconfiggendo dopo i tiri di rigore l'Inghilterra nella finalina disputatasi a Napoli, dopo aver perso la semifinale dalla Danimarca.

### I primi successi

Formazioni di Svezia e Inghilterra per la finale di ritorno del campionato europeo 1984.

Nel 1982 iniziarono le qualificazioni al campionato europeo 1984 (allora nota come competizione europea per il calcio femminile e, comunque, sotto l'egida dell'UEFA) e la prima partita ad essere disputata fu tra la Finlandia e la Svezia il 18 agosto a Vammala, vinta dalle svedesi per 6-0. La Svezia si qualificò a punteggio pieno alla fase finale, che si disputava con partite di andata e ritorno. In semifinale le svedesi ebbero la meglio sull'Italia, vincendo l'andata per 3-2 a Roma davanti a circa 10 000 spettatori e vincendo anche il ritorno per 2-1 a Linköping. In finale contro l'Inghilterra la Svezia vinse per 1-0 la gara d'andata, giocata allo stadio Ullevi di Göteborg, grazie alla rete realizzata da Pia Sundhage; al ritorno arrivò una sconfitta per 1-0, che portò le squadre ai rigori, vinti dalle svedesi per 4-3 grazie al rigore decisivo di Sundhage, che trionfarono così nella prima edizione del campionato europeo. La fase finale della seconda edizione della manifestazione si disputò in Norvegia nel 1987 e la Svezia era nuovamente presente; vinse la semifinale per 3-2 contro l'Inghilterra dopo i tempi supplementari, ma perse la finale contro le padrone di casa per 2-1. Nella terza edizione, giocatasi nel 1989, la nazionale svedese perse le semifinali, nuovamente contro la Norvegia; conquistò poi il terzo posto dopo aver sconfitto l'Italia ai supplementari nella finalina, rimontando l'iniziale vantaggio italiano siglato da Feriana Ferraguzzi con i gol di Pia Sundhage e di Helen Johansson.
Dopo tre podi nelle prime tre edizioni del campionato europeo, la Svezia mancò l'accesso alla fase finale dell'edizione 1991 dopo aver perso i quarti di finale contro l'Italia per la regola dei gol fuori casa, ma guadagnò l'accesso alla prima edizione del campionato mondiale organizzato dalla FIFA come miglior perdente i quarti di finale. La prima volta della manifestazione iridata si tenne in Cina nel novembre 1991: dopo aver superato la fase a gironi come seconda, le svedesi sconfissero le padrone di casa cinesi ai quarti di finale, mentre in semifinale arrivò la sconfitta contro la Norvegia. Superando per 4-0 le campionesse europee in carica della Germania arrivò la conquista del terzo posto finale. Dopo aver mancato l'accesso anche alla fase finale nel 1993, la Svezia tornò a giocarsi il campionato europeo nel 1995, che venne organizzato tra dicembre 1994 e marzo 1995 per consentire lo svolgimento del campionato mondiale in Svezia nell'estate successiva. Le semifinali, disputate con partite di andata e ritorno, videro le gialloblù svedesi ribaltare la sconfitta dell'andata contro la Norvegia grazie alla tripletta di Lena Videkull; in finale, disputata a Kaiserslautern davanti a 8 500 spettatori, a vincere fu, però, la Germania. Nel mese di giugno si disputò il campionato mondiale organizzato in casa. Dopo aver perso di misura la partita d'esordio contro il Brasile, arrivarono due vittorie contro Germania e Giappone che portarono ai quarti di finale, dove arrivò l'eliminazione con la sconfitta ai tiri di rigore contro la Cina.
Grazie alla partecipazione ai quarti di finale del campionato mondiale, la Svezia fu tra le 8 nazionali che presero parte alla prima edizione del torneo femminile di calcio ai Giochi olimpici di Atlanta 1996. Il cammino delle svedesi si concluse già alla fase a gironi dopo aver perso contro Stati Uniti e Cina e vinto solo contro la Danimarca. L'edizione 1997 del campionato europeo venne organizzata in Norvegia e in Svezia e fu caratterizzata da un cambio di formato, che portò all'ammissione di 8 squadre alla fase finale. La nazionale svedese vinse tutte e tre le partite del girone, ma venne poi sconfitta in semifinale dalla Germania con una rete di Bettina Wiegmann nei minuti finale dalla partita. Nuovamente ai quarti di finale terminò la partecipazione al campionato mondiale 1999; superata la fase a gironi come seconda alle spalle della Cina, la Svezia venne eliminata ai quarti dopo aver perso 3-1 contro la Norvegia. Con la partecipazione ai quarti del mondiale arrivò la qualificazione al torneo femminile di calcio ai Giochi olimpici di Sydney 2000. Anche in quest'occasione la Svezia non andò oltre la fase a gironi, avendo pareggiato contro l'Australia e perso contro Brasile e Germania.

### Gli anni duemila

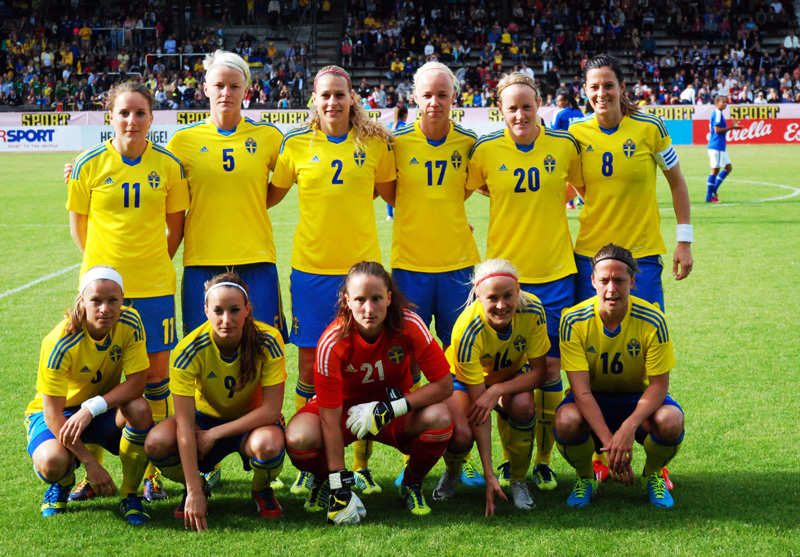
La formazione svedese in occasione dell'amichevole del 19 giugno 2013 contro il Brasile.

Al campionato europeo 2001 la Svezia tornò sul podio, perdendo la terza finale consecutiva. Superata la fase a gironi come seconda classificata, in semifinale arrivò una vittoria di misura sulla Danimarca; la finale fu la riedizione della partita inaugurale del torneo tra Germania e Svezia, e anche questa volta vinsero le tedesche, grazie al golden goal segnato da Claudia Müller nel primo tempo supplementare. Analogo epilogo si ebbe al campionato mondiale 2003 con le due squadre che si affrontarono in finale e con le tedesche vittoriose nuovamente dopo i tempi supplementari grazie al golden goal di Nia Künzer. Le gialloblù svedesi avevano esordito nella rassegna iridata perdendo dalle padrone di casa degli Stati Uniti, ma con due vittorie di fila avevano superato la fase a gironi; ai quarti di finale batterono per 2-1 il Brasile, per poi battere con lo stesso risultato il Canada in semifinale, ribaltando la partita nei minuti finali. Ai Giochi olimpici di Atene 2004 fu ancora un'altra volta la Germania a fermare la Svezia, che dovette rimanere ai piedi del podio olimpico dopo aver perso la finalina per 1-0.
Nel 2005 il cammino al campionato europeo si fermò in semifinale con la sconfitta contro la Norvegia per 3-2 ai tempi supplementari, mentre due anni dopo l'eliminazione al campionato mondiale arrivò già alla fase a gironi per la peggior differenza reti rispetto alla Corea del Nord, nonostante la vittoria sulle coreane nella terza partita del girone. Dopo aver vinto le qualificazione alle Olimpiadi di Pechino 2008, superando la Danimarca nello spareggio, il comitato olimpico svedese approvò degli aumenti record per gli investimenti per la squadra femminile. Il nuovo budget concesso fu di oltre un milione di corone svedesi per la squadra e 150 000 corone svedesi per borse di studio per giocatrici, quasi il doppio rispetto al biennio precedente. Ai Giochi olimpici per la seconda edizione di fila l'eliminazione, questa volta ai quarti di finale, arrivò ad opera della Germania ai supplementari.

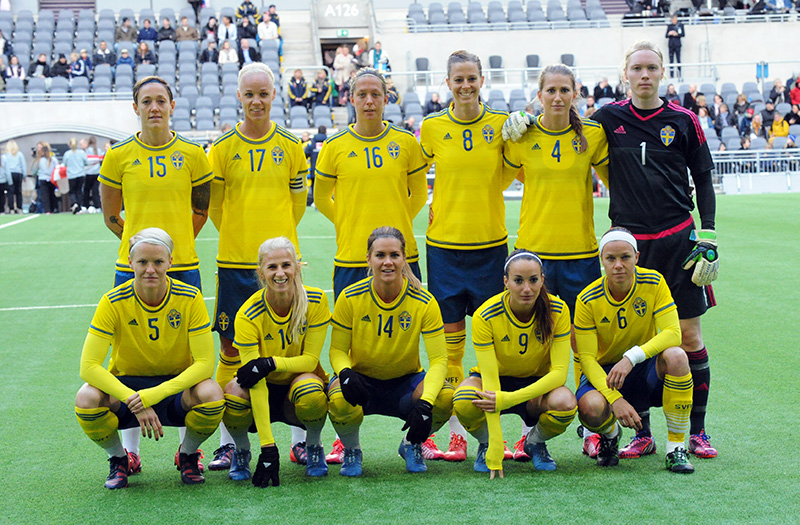
La formazione svedese in occasione dell'amichevole del 3 aprile 2015 contro la Danimarca.

Nel 2009, nonostante avesse concluso al primo posto la fase a gironi, la Svezia venne eliminata dalla fase finale del campionato europeo dalla Norvegia. Al campionato mondiale 2011 le svedesi tornarono protagoniste e conclusero il torneo sul podio. Nella fase a gironi arrivarono tre vittorie su tre partite, inclusa quella sugli Stati Uniti, mentre ai quarti di finale l'Australia venne sconfitta per 3-1. In semifinale arrivò una sconfitta per 3-1 contro il Giappone, che avrebbe poi vinto il campionato per la prima volta, e che mandò la Svezia alla finalina contro la Francia, superata per 2-1 grazie a una rete di Marie Hammarström a pochi minuti dalla fine della sfida, che diede il terzo posto alle gialloblù. Le francesi si presero poi la rivincita l'anno successivo ai Giochi olimpici di Londra vincendo con lo stesso risultato i quarti di finale ed eliminando le svedesi.

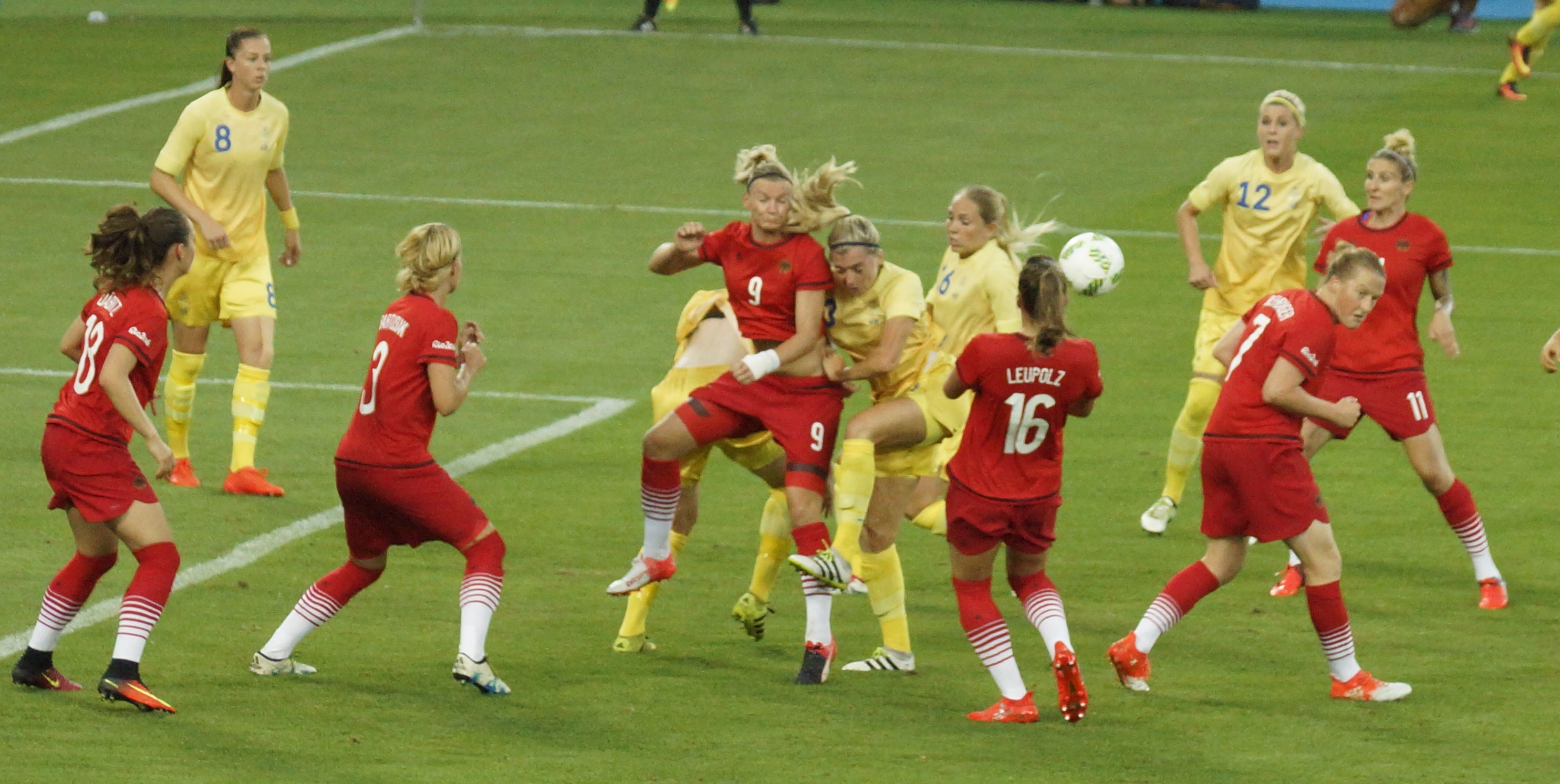
Azione di gioco tra Svezia e Germania nella finale del torneo olimpico di Rio de Janeiro 2016.

Il campionato europeo 2013 venne organizzato in Svezia e la nazionale, guidata da Pia Sundhage sulla panchina e da Lotta Schelin in campo, era indicata tra le favorite a interrompere la striscia di vittorie consecutive della Germania, sostenuta anche dal pubblico di casa, che fece registrare il record di biglietti venduti in una fase finale. Superata la fase a gironi come prima classificata, ai quarti di finale sconfisse l'Islanda per 4-0, ma in semifinale arrivò la sconfitta per 1-0 proprio contro la Germania, che poi andò a vincere il sesto titolo consecutivo. Per Schelin arrivò la vittoria della classifica delle marcatrici con 5 reti realizzate. Come già accaduto più volte negli anni precedenti, anche al campionato mondiale 2015, disputato in Canada, furono le tedesche a interrompere il cammino delle svedesi, questa volta già agli ottavi di finale, dopo che avevano superato la fase a gironi con tre pareggi in tre partite. La sfida tra Germania e Svezia proseguì anche l'anno seguente ai Giochi olimpici di Rio de Janeiro, dove si incontrarono direttamente in finale. Nella fase a gironi le svedesi subirono dal Brasile una sconfitta per 1-5, ma riuscirono a passare il turno come seconda miglior terza. Ai quarti di finale vennero superate le statunitensi ai tiri di rigore, e sempre ai rigori le svedesi si presero la rivincita sulle padrone di casa brasiliane, approdando così nella finale olimpica per la prima volta. La finale vide prevalere la Germania al suo primo oro olimpico, mentre con la medaglia d'argento la Svezia vinse la sua prima medaglia olimpica dopo aver preso parte a tutte le edizioni del torneo sin da Atlanta 1996.
Dopo aver concluso ai quarti di finale il campionato europeo 2017 la Svezia ottenne due risultati di rilievo prima al campionato mondiale 2019 e poi ai Giochi olimpici di Tokyo 2020. Al mondiale, organizzato in Francia, le svedesi superarono da seconde classificate la fase a gironi, per poi battere il Canada agli ottavi di finale. Ai quarti di finale la Svezia sconfisse in rimonta la Germania per 2-1, interrompendo una striscia negativa con le tedesche durata 24 anni. Dopo aver perso ai supplementari contro i Paesi Bassi, dai quali era stata eliminata anche ai precedenti europei, la nazionale svedese conquistò il terzo posto finale dopo aver sconfitto l'Inghilterra nella finalina. Alle Olimpiadi di Tokyo la Svezia arrivò in finale con cinque vittorie consecutive, inclusa la vittoria per 3-0 all'esordio sugli Stati Uniti, il 3-1 sulle padrone di casa del Giappone ai quarti di finale e l'1-0 sull'Australia, già battuta nel girone, in semifinale. Come nell'edizione precedente, le svedesi persero la finale, questa volta dopo i tiri di rigore contro il Canada, conquistando la medaglia d'argento per la seconda volta di fila.

## Partecipazione ai tornei internazionali
Legenda: Grassetto: Risultato migliore, Corsivo: Mancate partecipazioni

## Statistiche dettagliate sui tornei internazionali

### Campionato mondiale
| Anno | Luogo                   | Piazzamento      | G | V | N | P | Reti |
| ---- | ----------------------- | ---------------- | - | - | - | - | ---- |
| 1991 | Cina                    | Terzo posto      | 6 | 4 | 0 | 2 | 18-7 |
| 1995 | Svezia                  | Quarti di finale | 4 | 2 | 0 | 2 | 6-4  |
| 1999 | Stati Uniti             | Quarti di finale | 4 | 2 | 0 | 2 | 7-6  |
| 2003 | Stati Uniti             | Secondo posto    | 6 | 4 | 0 | 2 | 10-7 |
| 2007 | Cina                    | Fase a gironi    | 3 | 1 | 1 | 1 | 3-4  |
| 2011 | Germania                | Terzo posto      | 6 | 5 | 0 | 1 | 10-6 |
| 2015 | Canada                  | Ottavi di finale | 4 | 0 | 3 | 1 | 5-8  |
| 2019 | Francia                 | Terzo posto      | 7 | 5 | 0 | 2 | 12-6 |
| 2023 | Australia Nuova Zelanda | Terzo posto      | 7 | 5 | 1 | 1 | 14-4 |
|      |                         |                  |   |   |   |   |      |

### Campionato europeo
| Anno | Luogo           | Piazzamento      | G | V | N | P | Reti  |
| ---- | --------------- | ---------------- | - | - | - | - | ----- |
| 1984 | Europa          | Campione         | 4 | 3 | 0 | 1 | 6-4   |
| 1987 | Norvegia        | Secondo posto    | 2 | 1 | 0 | 1 | 4-4   |
| 1989 | Germania Ovest  | Terzo posto      | 2 | 1 | 0 | 1 | 3-3   |
| 1991 | Danimarca       | Non qualificata  | - | - | - | - | -     |
| 1993 | Italia          | Non qualificata  | - | - | - | - | -     |
| 1995 | Europa          | Secondo posto    | 3 | 2 | 0 | 1 | 12-10 |
| 1997 | Norvegia Svezia | Semifinali       | 4 | 3 | 0 | 1 | 6-2   |
| 2001 | Germania        | Secondo posto    | 5 | 3 | 0 | 2 | 7-4   |
| 2005 | Inghilterra     | Semifinali       | 4 | 1 | 2 | 1 | 4-4   |
| 2009 | Finlandia       | Quarti di finale | 4 | 2 | 1 | 1 | 7-4   |
| 2013 | Svezia          | Semifinali       | 5 | 3 | 1 | 1 | 13-3  |
| 2017 | Paesi Bassi     | Quarti di finale | 4 | 1 | 1 | 2 | 4-5   |
| 2022 | Inghilterra     | Semifinali       | 5 | 3 | 1 | 1 | 9-6   |
| 2025 | Svizzera        | Quarti di finale | 4 | 3 | 1 | 0 | 10-3  |
|      |                 |                  |   |   |   |   |       |

### Giochi olimpici
| Anno | Luogo   | Piazzamento      | G | V | N | P | Reti |
| ---- | ------- | ---------------- | - | - | - | - | ---- |
| 1996 | Atlanta | Fase a gironi    | 3 | 1 | 0 | 2 | 4-5  |
| 2000 | Sydney  | Fase a gironi    | 3 | 0 | 1 | 2 | 1-4  |
| 2004 | Atene   | Quarto posto     | 5 | 2 | 0 | 3 | 4-5  |
| 2008 | Pechino | Quarti di finale | 4 | 2 | 0 | 2 | 4-5  |
| 2012 | Londra  | Quarti di finale | 4 | 1 | 2 | 1 | 7-5  |
| 2016 | Rio     | Secondo posto    | 6 | 1 | 3 | 2 | 4-8  |
| 2020 | Tokyo   | Secondo posto    | 6 | 5 | 1 | 0 | 14-4 |
|      |         |                  |   |   |   |   |      |

## Selezionatori
- 1973: Christer Molander
- 1974-1976: Hasse Karlsson
- 1977-1978:  Tord Grip
- 1979:  Ulf Bergquist
- 1980-1987:  Ulf Lyfors
- 1988-1991:  Gunilla Paijkull
- 1992-1996:  Bengt Simonsson
- 1996-2005:  Marika Domanski-Lyfors
- 2005-2012:  Thomas Dennerby
- 2012-2016:  Pia Sundhage
- 2017-oggi:  Peter Gerhardsson

## Palmarès
- Campionato d'Europa: 1

1984
- Argento olimpico: 2

2016, 2020
- Algarve Cup: 5  (record europeo condiviso con la Norvegia)

1995, 2001, 2009, 2018, 2022

## Tutte le rose

### Mondiali femminili
Coppa del Mondo FIFA 19911 Leidinge, 2 Lundgren, 3 Hansson, 4 Fors, 5 Zeikfalvy, 6 Swedberg, 7 Sundhage, 8 Hedberg, 9 H. Johansson, 10 Videkull, 11 Andelén, 12 Olsson, 13 Ewrelius, 14 Svensson-Gustafsson, 15 Nilsson, 16 I. Johansson, 17 Karlsson, 18 Larsson, CT: Paijkull
Coppa del Mondo FIFA 19951 Leidinge, 2 Lundgren, 3 Jakobsson, 4 Sundhage, 5 Bengtsson, 6 Pohjanen, 7 Videkull, 8 Hedberg, 9 Andersson, 10 Andelén, 11 Kalte, 12 A. Nilsson, 13 Nessvold, 14 Lönnqvist, 15 Olsson, 16 Zeikfalvy, 17 Flink, 18 H. Nilsson, 19 Bozicevic, 20 Johansson, CT: Simonsson
Coppa del Mondo FIFA 19991 Karlsson, 2 Westberg, 3 Törnqvist, 4 Lönnqvist, 5 Bengtsson, 6 Moström, 7 Sandell, 8 Gustafsson, 9 Andersson, 10 Ljungberg, 11 Svensson, 12 Rönnlund, 13 Marklund, 14 Sundh, 15 Gren, 16 Olsson, 17 Fagerström, 18 Lundin, 19 Heponiemi, 20 Nordlund, CT: Domanski-Lyfors
Coppa del Mondo FIFA 20031 Jönsson, 2 Westberg, 3 Törnqvist, 4 Marklund, 5 Bengtsson, 6 Moström, 7 Larsson, 8 Nordin, 9 Andersson, 10 Ljungberg, 11 Svensson, 12 Lundgren, 13 Johansson, 14 Fagerström, 15 Sjögran, 16 Olsson, 17 Sjöström, 18 Östberg, 19 Call, 20 Öqvist, 21 Lindahl, CT: Domanski-Lyfors
Coppa del Mondo FIFA 20071 Lindahl, 2 Westberg, 3 Segerström, 4 Marklund, 5 Seger, 6 Thunebro, 7 Larsson, 8 Schelin, 9 Lundin, 10 Ljungberg, 11 Svensson, 12 Lundgren, 13 Östberg, 14 Johansson, 15 Sjögran, 16 Paulson, 17 Edlund, 18 Fischer, 19 Rohlin, 20 Forsberg, 21 Hammarström, CT: Dennerby
Coppa del Mondo FIFA 20111 Lindahl, 2 Rohlin, 3 Sembrant, 4 Svensson, 5 Seger, 6 Thunebro, 7 Larsson, 8 Schelin, 9 Landström, 10 Jakobsson, 11 Göransson, 12 K. Hammarström, 13 Nilsson, 14 Öqvist, 15 Sjögran, 16 Forsberg, 17 Dahlkvist, 18 Fischer, 19 Edlund, 20 M. Hammarström, 21 Lundgren, CT: Dennerby
Coppa del Mondo FIFA 20151 Lindahl, 2 Rohlin, 3 Sembrant, 4 Berglund, 5 Fischer, 6 Thunebro, 7 Dahlkvist, 8 Schelin, 9 Asllani, 10 Jakobsson, 11 Hjohlman, 12 Carlén, 13 Diaz, 14 Ilestedt, 15 Sjögran, 16 Nilsson, 17 Seger, 18 Samuelsson, 19 Lundh, 20 Appelqvist, 21 Söberg, 22 Schough, 23 Rubensson, CT: Sundhage
Coppa del Mondo FIFA 20191 Lindahl, 2 Andersson, 3 Sembrant, 4 Glas, 5 Fischer, 6 Eriksson, 7 Janogy, 8 Hurtig, 9 Asllani, 10 Jakobsson, 11 Blackstenius, 12 Falk, 13 Ilestedt, 14 Roddar, 15 Björn, 16 Zigiotti Olme, 17 Seger, 18 Rolfö, 19 Anvegård, 20 Larsson, 21 Mušović, 22 Schough, 23 Rubensson, CT: Gerhardsson
Coppa del Mondo FIFA 20231 Mušović, 2 Andersson, 3 Sembrant, 4 Lennartsson, 5 Sandberg, 6 Eriksson, 7 Janogy, 8 Hurtig, 9 Asllani, 10 Jakobsson, 11 Blackstenius, 12 Falk, 13 Ilestedt, 14 Björn, 15 Blomqvist, 16 Angeldahl, 17 Seger, 18 Rolfö, 19 Rytting Kaneryd, 20 Bennison, 21 Enblom, 22 Schough, 23 Rubensson, CT: Gerhardsson

### Europei femminili
Campionato d'Europa UEFA 1984P Arnesson, P Leidinge, D Åhman-Svensson, D Börjesson, D Burevik, D Hansson, D Nicklasson, C Andersson, C Axén, C Jansson, C Kåberg-Pettersson, C Svenjeby, C Uusitalo, A Johansson, A Sundhage, A Videkull, CT: Lyfors
Campionato d'Europa UEFA 1987P Leidinge, D Åhman-Svensson, D Börjesson, D Hansson, D Nicklasson, C Andersson, C Axén, C Carlsson, C Karlsson, C Svenjeby, A Andelén, A Hultin, A Johansson, A Sundhage, A Videkull, CT: Lyfors
Campionato d'Europa UEFA 1989P Leidinge, D Fors, D Hansson, D Zeikfalvy, C I. Johansson, C Karlsson, C Kärrberg, C Lundin-Borgwall, C Neptune, C Nilsson, C Persson, C Swedberg, C Syrén, A Andelén, A Hultin, A H. Johansson, A Sundhage, A Videkull, CT: Paijkull
Campionato d'Europa UEFA 1995P Leidinge, D Bengtsson, D Jakobsson, D Lundgren, D Nessvold, C Andersson, C Hedberg, C S. Johansson, C Olsson, C Wällersten, C Zeikfalvy, A Andelén, A H. Johansson, A Kalte, A Nilsson, A Sundhage, A Videkull, CT: Simonson
Campionato d'Europa UEFA 19971 Nilsson, 2 Westberg, 3 Törnqvist, 4 Lönnqvist, 5 Bengtsson, 6 Pohjanen, 7 Allberg, 8 Swedberg, 9 M. Andersson, 10 Ljungberg, 11 Svensson, 12 Karlsson, 13 Wahlgren, 14 Zeikfalvy, 15 C. Andersson, 16 Lilja, 17 Larsson, 18 Håkansson, 19 Jonsson, 20 Sandell, CT: Domanski-Lyfors
Campionato d'Europa UEFA 20011 Jönsson, 2 Westberg, 3 Törnqvist, 4 Marklund, 5 Bengtsson, 6 Moström, 7 Larsson, 8 Nordlund, 9 Andersson, 10 Ljungberg, 11 Svensson, 12 Thelin, 13 Eriksson, 14 Fagerström, 15 Sjögran, 16 Flyborg, 17 Lundin, 18 Östberg, 19 Call, 20 Johansson, CT: Domanski-Lyfors
Campionato d'Europa UEFA 20051 Jönsson, 2 Westberg, 3 Törnqvist, 4 Marklund, 5 Bengtsson, 6 Moström, 7 Larsson, 8 Östberg, 9 Andersson, 10 Ljungberg, 11 Svensson, 12 Lindahl, 13 Schelin, 14 Karlsson, 15 Sjögran, 16 Seger, 17 Sjöström, 18 Åström, 19 Paulson, 20 Öqvist, CT: Domanski-Lyfors
Campionato d'Europa UEFA 20091 Lindahl, 2 Rohlin, 3 Segerström, 4 Paulson, 5 Seger, 6 Thunebro, 7 S. Larsson, 8 Schelin, 9 Landström, 10 Asllani, 11 Svensson, 12 Hammarström, 13 Lissel, 14 Fors, 15 Sjögran, 16 P. Larsson, 17 Dahlkvist, 18 Fischer, 19 Lindén, 20 Liljegärd, 21 Rönnlund, 22 Nilsson, CT: Dennerby
Campionato d'Europa UEFA 20131 K. Hammarström, 2 Rohlin, 3 Segerström, 4 Ilestedt, 5 Fischer, 6 Thunebro, 7 Dahlkvist, 8 Schelin, 9 Asllani, 10 Jakobsson, 11 Göransson, 12 Lindahl, 13 Konradsson, 14 Öqvist, 15 Sjögran, 16 Nilsson, 17 Seger, 18 Samuelsson, 19 Magnusson, 20 M. Hammarström, 21 Lundgren, 22 Schough, 23 Hjohlman, CT: Sundhage
Campionato d'Europa UEFA 20171 Lindahl, 2 Andersson, 3 Sembrant, 4 Berglund, 5 Fischer, 6 Eriksson, 7 Dahlkvist, 8 Schelin, 9 Asllani, 10 Spetsmark, 11 Blackstenius, 12 Carlén, 13 Johansson, 14 Folkesson, 15 Samuelsson, 16 Glas, 17 Seger, 18 Rolfö, 19 Hammarlund, 20 Larsson, 21 Lundberg, 22 Schough, 23 Rubensson, CT: Sundhage
Campionato d'Europa UEFA 20221 Lindahl, 2 Andersson, 3 Sembrant, 4 Glas, 5 Nildén, 6 Eriksson, 7 Kullberg, 8 Hurtig, 9 Asllani, 10 Jakobsson, 11 Blackstenius, 12 Falk, 13 Ilestedt, 14 Björn, 15 Blomqvist, 16 Angeldahl, 17 Seger, 18 Rolfö, 19 Rytting Kaneryd, 20 Bennison, 21 Mušović, 22 Schough, 23 Rubensson, CT: Gerhardsson
Campionato d'Europa UEFA 20251 Holmgren, 2 Andersson, 3 Sembrant, 4 Lundkvist, 5 Nildén, 6 Eriksson, 7 Janogy, 8 Hurtig, 9 Asllani, 10 Jakobsson, 11 Blackstenius, 12 Falk, 13 Ilestedt, 14 Björn, 15 Zigiotti Olme, 16 Angeldahl, 17 Wangerheim, 18 Rolfö, 19 Rytting Kaneryd, 20 Bennison, 21 Enblom, 22 Holmberg, 23 Blomqvist, CT: Gerhardsson

### Giochi olimpici
Calcio ai Giochi Olimpici Estivi 19961 Nilsson, 2 Sandell, 3 Jakobsson, 4 Nessvold, 5 Bengtsson, 6 Pohjanen, 7 Sundhage, 8 Swedberg, 9 Andersson, 10 Kalte, 11 Videkull, 12 Karlsson, 13 Svensson-Gustafsson, 14 Kun, 15 Carlsson, 16 Ljungberg, 17 Larsson, 18 Lönnqvist, 19 Bowall, 20 Wahlgren, CT: Simonsson
Calcio ai Giochi Olimpici Estivi 20001 Jönsson, 2 Westberg, 3 Törnqvist, 4 Larsson, 5 Bengtsson, 6 Moström, 7 Sandell, 8 Nordlund, 9 Andersson, 10 Ljungberg, 11 Svensson, 12 Marklund, 13 Call, 14 Johansson, 15 Fagerström, 16 Swedberg, 17 Sjögran, 18 Karlsson, CT: Domanski-Lyfors
Calcio ai Giochi Olimpici Estivi 20041 Jönsson, 2 Westberg, 3 Törnqvist, 4 Marklund, 5 Bengtsson, 6 Moström, 7 Larsson, 8 Östberg, 9 Andersson, 10 Ljungberg, 11 Svensson, 12 Öqvist, 13 Schelin, 14 Fagerström, 15 Sjögran, 16 Olsson, 17 Sjöström, 18 Lindahl, CT: Domanski-Lyfors
Calcio ai Giochi Olimpici Estivi 20081 Lindahl, 2 Westberg, 3 Segerström, 4 Paulson, 5 Seger, 6 Thunebro, 7 Larsson, 8 Schelin, 9 Landström, 10 Almgren, 11 Svensson, 12 Jönsson, 13 Östberg, 14 Öqvist, 15 Sjögran, 16 Forsberg, 17 Rohlin, 18 Fischer, 19 Aronsson, CT: Dennerby
Calcio ai Giochi Olimpici Estivi 20121 Lindahl, 2 Sembrant, 3 Berglund, 4 Svensson, 5 Fischer, 6 Thunebro, 7 Dahlkvist, 8 Schelin, 9 Asllani, 10 Jakobsson, 11 Göransson, 12 Hammarström, 13 Nilsson, 14 Almgren, 15 Seger, 16 Edlund, 17 Levenstad, 18 Lundgren, CT: Dennerby
Calcio ai Giochi Olimpici Estivi 20161 Lindahl, 2 Andersson, 3 Sembrant, 4 Berglund, 5 Fischer, 6 Eriksson, 7 Dahlkvist, 8 Schelin, 9 Asllani, 10 Jakobsson, 11 Blackstenius, 12 Schough, 13 Rolfö, 14 Appelqvist, 15 Samuelsson, 16 Rubensson, 17 Seger, 18 Carlén, 19 Hammarlund, CT: Sundhage
Calcio ai Giochi Olimpici Estivi 20201 Lindahl, 2 Andersson, 3 Kullberg, 4 Glas, 5 Bennison, 6 Eriksson, 7 Janogy, 8 Hurtig, 9 Asllani, 10 Jakobsson, 11 Blackstenius, 12 Falk, 13 Ilestedt, 14 Björn, 15 Schough, 16 Angeldahl, 17 Seger, 18 Rolfö, 19 Anvegård, 20 Roddar, 21 Blomqvist, 22 Mušović, CT: Gerhardsson

## Rosa
Lista delle 23 giocatrici convocate dal selezionatore Peter Gerhardsson per il campionato europeo 2025. Presenze e reti aggiornate al momento della convocazione.
|  | P | Tove Enblom             | 20 novembre 1994 (30 anni)  | 0   | 0  | Vålerenga             |  |  |
|  | P | Jennifer Falk           | 26 aprile 1993 (32 anni)    | 30  | 0  | Häcken                |  |  |
|  | P | Emma Holmgren           | 13 maggio 1997 (28 anni)    | 0   | 0  | Levante               |  |  |
|  |   |                         |                             |     |    |                       |  |  |
|  | D | Jonna Andersson         | 2 gennaio 1993 (32 anni)    | 107 | 3  | Linköping             |  |  |
|  | D | Nathalie Björn          | 4 maggio 1997 (28 anni)     | 73  | 6  | Chelsea               |  |  |
|  | D | Magdalena Eriksson      | 8 settembre 1993 (31 anni)  | 120 | 14 | Bayern Monaco         |  |  |
|  | D | Smilla Holmberg         | 11 ottobre 2006 (18 anni)   | 1   | 0  | Hammarby              |  |  |
|  | D | Amanda Ilestedt         | 25 gennaio 1993 (32 anni)   | 76  | 12 | Arsenal               |  |  |
|  | D | Hanna Lundkvist         | 17 luglio 2002 (22 anni)    | 22  | 0  | San Diego Wave        |  |  |
|  | D | Amanda Nildén           | 7 agosto 1998 (26 anni)     | 13  | 0  | Tottenham             |  |  |
|  | D | Linda Sembrant          | 15 maggio 1987 (38 anni)    | 156 | 19 | Bayern Monaco         |  |  |
|  |   |                         |                             |     |    |                       |  |  |
|  | C | Filippa Angeldahl       | 29 luglio 1989 (35 anni)    | 70  | 21 | Real Madrid           |  |  |
|  | C | Hanna Bennison          | 16 ottobre 2002 (22 anni)   | 55  | 3  | Juventus              |  |  |
|  | C | Johanna Rytting Kaneryd | 12 febbraio 1997 (28 anni)  | 56  | 8  | Chelsea               |  |  |
|  | C | Julia Zigiotti Olme     | 24 dicembre 1997 (27 anni)  | 43  | 2  | Bayern Monaco         |  |  |
|  |   |                         |                             |     |    |                       |  |  |
|  | A | Kosovare Asllani        | 29 luglio 1989 (35 anni)    | 198 | 48 | London City Lionesses |  |  |
|  | A | Stina Blackstenius      | 5 febbraio 1996 (29 anni)   | 116 | 38 | Arsenal               |  |  |
|  | A | Rebecka Blomqvist       | 24 luglio 1997 (27 anni)    | 35  | 9  | Eintracht Francoforte |  |  |
|  | A | Lina Hurtig             | 15 settembre 1995 (29 anni) | 72  | 22 | Arsenal               |  |  |
|  | A | Sofia Jakobsson         | 23 aprile 1990 (35 anni)    | 164 | 23 | London City Lionesses |  |  |
|  | A | Madelen Janogy          | 12 novembre 1995 (29 anni)  | 53  | 10 | Fiorentina            |  |  |
|  | A | Fridolina Rolfö         | 24 novembre 1993 (31 anni)  | 98  | 32 | Barcellona            |  |  |
|  | A | Ellen Wangerheim        | 1º settembre 2004 (20 anni) | 3   | 0  | Hammarby              |  |  |

## Record individuali
Dati aggiornati al 3 giugno 2025; in grassetto le calciatrici ancora in attività.

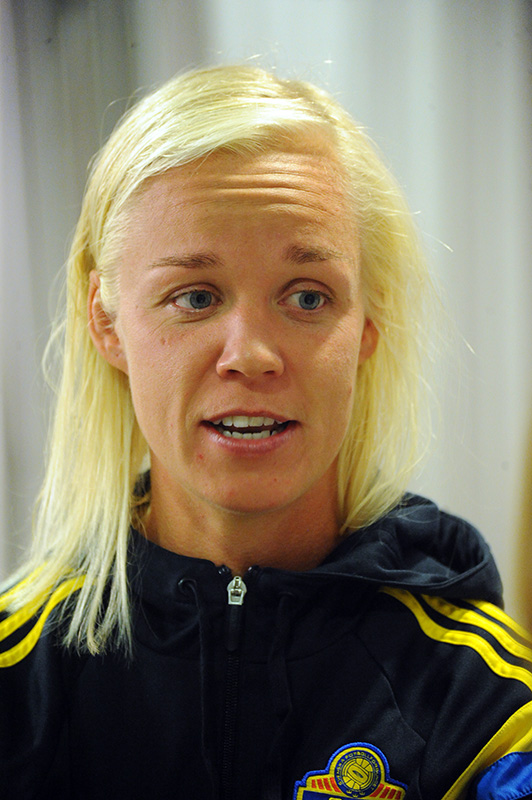
Caroline Seger, primatista di presenze con la nazionale svedese.

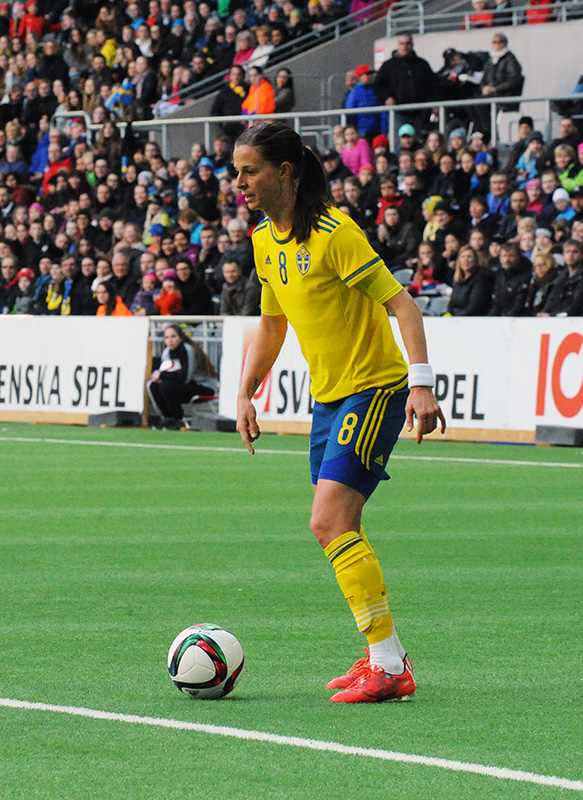
Lotta Schelin, primatista di reti con la nazionale svedese.

| #  | Giocatore                 | Periodo   | Pres. | Reti |
| -- | ------------------------- | --------- | ----- | ---- |
| 1  | Caroline Seger            | 2005-2023 | 240   | 32   |
| 2  | Therese Sjögran           | 1997-2015 | 214   | 21   |
| 3  | Kosovare Asllani          | 2008-     | 198   | 48   |
| 4  | Nilla Fischer             | 2001-2022 | 189   | 23   |
| 5  | Hedvig Lindahl            | 2002-2022 | 189   | 0    |
| 6  | Lotta Schelin             | 2004-2017 | 185   | 88   |
| 7  | Victoria Sandell Svensson | 1996-2009 | 166   | 68   |
| 8  | Sofia Jakobsson           | 2011-     | 164   | 23   |
| 9  | Kristin Bengtsson         | 1991-2005 | 157   | 14   |
| 10 | Linda Sembrant            | 2005-     | 156   | 19   |

| #  | Giocatore                 | Periodo   | Reti | Pres. | Reti/pr. |
| -- | ------------------------- | --------- | ---- | ----- | -------- |
| 1  | Lotta Schelin             | 2004-2017 | 88   | 185   | 0,48     |
| 2  | Hanna Ljungberg           | 1996-2008 | 72   | 130   | 0,55     |
| 3  | Lena Videkull             | 1984-1996 | 71   | 111   | 0,64     |
| 4  | Pia Sundhage              | 1975-1996 | 71   | 146   | 0,49     |
| 5  | Victoria Sandell Svensson | 1996-2009 | 68   | 166   | 0,41     |
| 6  | Kosovare Asllani          | 2008-     | 48   | 198   | 0,24     |
| 7  | Stina Blackstenius        | 2015-     | 38   | 116   | 0,33     |
| 8  | Malin Andersson           | 1994-2005 | 38   | 151   | 0,25     |
| 9  | Anneli Andelén            | 1985-1995 | 37   | 88    | 0,42     |
| 10 | Fridolina Rolfö           | 2014-     | 32   | 98    | 0,33     |